# 에우오디오스

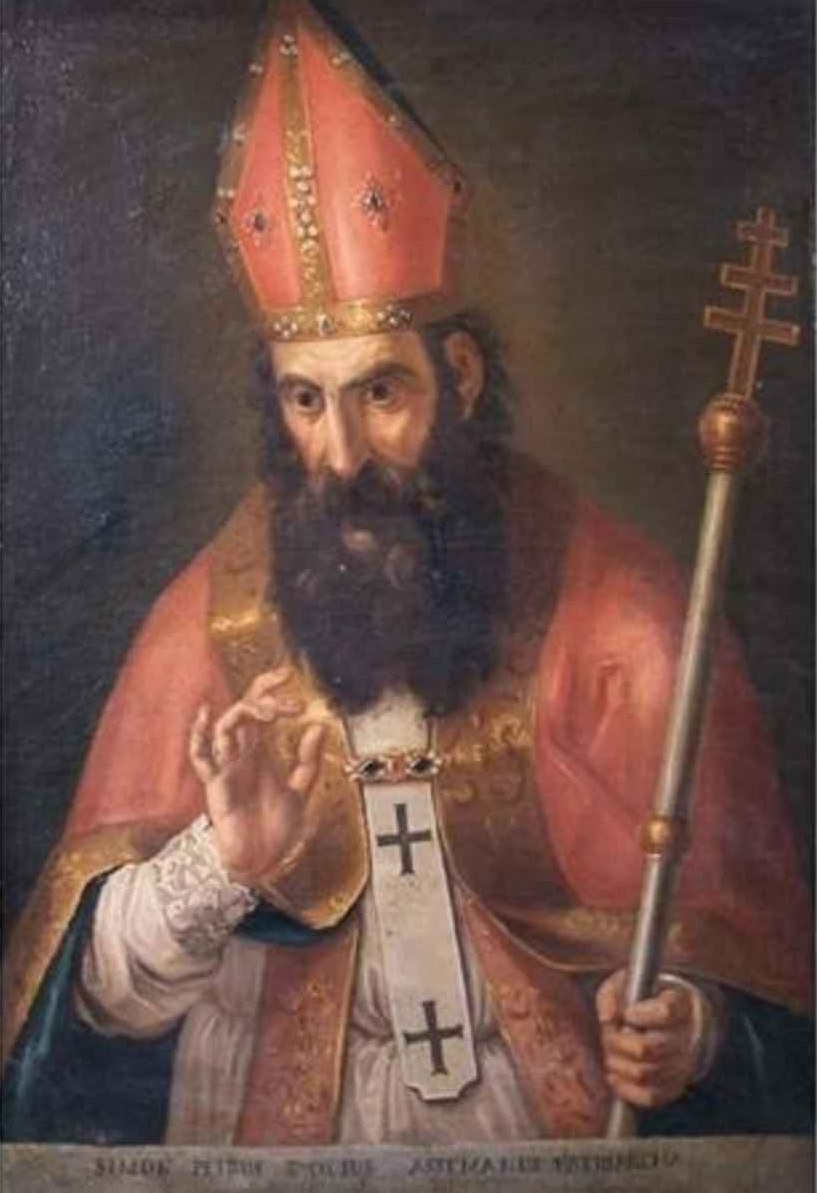

에우오디오스(그리스어: Εὐόδιος) 또는 에보디우스(Evodius, ? - 69년경)는 베드로의 뒤를 이은 안디옥의 초기 기독교 주교였다. 그는 최초의 식별이 가능한 기독교인 중 하나로 간주되며 성인으로 존경을 받는다.

## 전기
에우오디오스의 생애에 대해서는 알려진 바가 거의 없다.
당시 안디옥은 헬레니즘화된 유대인과 이교도 모두가 유일신교의 영향을 받은 부유하고 국제적인 도시였다. 베드로는 안디옥의 주교가 되어 그곳에서 교회를 이끌었었다.
그 당시에 에우오디오스는 그리스도의 72제자 중 한 사람이었다. 그는 베드로가 로마로 떠났을 때 베드로의 뒤를 이어 안디옥의 주교로 마침내 자리를 잡았다.
이후 에우오디오스는 66년까지 안디옥의 주교였으며 이그나티오스가 그 뒤를 이었다. 로마 가톨릭 교회전통에서는 에우오디오스가 자연사했을 가능성이 있다고 말하지만, 동방 정교회의 전통에서는 그가 주후 66년 네로 황제에 의해 순교했다고 주장한다. 새 교회에 들어온 최초의 이교도 중 한 사람인 그는 로마 가톨릭 교회, 동방 정교회, 동방 정교회, 아시리아 동방 교회에서 성인으로 존경을 받고 있다. 그의 축일은 로마 가톨릭 교회에서는 5월 6일이며, 동방 정교회에서는 9월 7일이다.
에우오디오스의 많은 저서 중 하나에서 에우오디오스는 동정녀 마리아가 15세 때 구세주 예수 그리스도를 잉태했다고 주장한다.
 

## 같이 보기
- 베드로
- 이냐시오
- 안티오키아 총대주교